# Дои, Такако
Такако Дои (яп. 土井たか子, 30 ноября 1928, Кобе, Япония — 20 сентября 2014, префектура Хиого, Япония) — японский государственный деятель, председатель Палаты представителей парламента Японии (1993—1996). Первая женщина на этой должности в истории страны. Председатель Социалистической (затем Социал-демократической) партии Японии (1986—1991 и 1996—2003).

## Биография
Родилась в семье врача. Окончила женскую школу в 1945 года, затем юридический факультет университета Досися (Киото) в 1956 году. В качестве преподавателя конституционного права этого же (1958—1970 годы) и двух других университетов, становится активистом движения в защиту послевоенной Конституции.
В 1965—1969 годах входила в муниципальные собрания городов Кобе и Амагасаки. В 1969 году впервые избирается депутатом Палаты представителей парламента от Социалистической партии Японии (переизбиралась 11 сроков подряд). Была председателем специальной комиссии парламента по ценам. Специалист в социальных, международных вопросах и проблемах безопасности. Многие годы находилась в «тени» политиков-мужчин, но в 1980 году активно включилась в отстаивание политики гендерного равенства и добилась в 1985 году ратификации парламентом Конвенции о ликвидации всех форм дискриминации в отношении женщин (CEDAW).
Сделала карьеру в Социалистической партии Японии: была руководителем комитета партии по иностранным делам, в 1983 году была избрана заместителем председателя, а с 9 сентября 1986 по 31 июля 1991 года являлась 10-м председателем партии, став первой женщиной в истории японской политики, занявшей подобный пост (ушла в отставку после поражения на местных выборах в 1991 году).  
В 1989 г. в коалиции с другими оппозиционными партиями Социалистическая партия одержала убедительную победу на выборах в палату советников парламента. На этих выборах она успешно вела кампанию против потребительского налога, в результате чего правящая Либерально-демократическая партия потеряла своё большинство. Такако Дои выставила свою кандидатуру на пост премьер-министра Японии, получила большинство голосов в Палате советников, однако в итоге в нижней палате предпочтение было отдано Тосики Кайфу от ЛДП. 
В 1993—1996 гг. — председатель палаты представителей парламента Японии. 28 сентября 1996 г. возглавила Социал-демократическую партию, в которую после крупного поражения на выборах была преобразована Социалистическая партия Японии. Однако ей не удалось изменить расклад политических сил и основной оппозиционной партией стала Демократическая партия, в которую перешли некоторые бывшие члены СПЯ.
На всеобщих выборах 2003 г. социал-демократы завоевали лишь 6 депутатских мест, а Дои смогла переизбраться в Палату депутатов лишь по партийному списку, проиграв в своем избирательном округе. Чувствительный удар по репутации политика нанесло обнародование её заявления во время празднования в 1987 г. дня рождения лидера КНДР Ким Ир Сена, когда заявила, что члены японской Социалистической партии должны уважать славные успехи КНДР под руководством великого вождя Ким Ир Сена. После этого в 1989 г. она и еще 129 видных членов партии подписали петицию к президенту Южной Кореи Ро Дэ У с призывом освободить граждан Северной Кореи, осуждённых за шпионаж, включая Син Гван Су, который участвовал в июне 1980 г. в похищении граждан Японии. После этой крупной неудачи в ноябре 2003 г. она, взяв на себя ответственность за положение дел в партии, ушла с поста её председателя.
По итогам выборов 2005 г. потеряла место в парламенте; с 2006 г. была избрана почётным председателем Социал-демократической партии Японии. Увлекалась пением (неоднократно выигрывала конкурсы солистов среди депутатов на одном из телеканалов) и была известна как страстная болельщица бейсбола.